# 田單
田單（？—？），臨淄人，齊國軍事家，戰國時田齊宗室遠房的親屬，原為齊都臨淄管理市場的小吏。在即墨之戰中以火牛陣破燕軍，及後收復七十城。

## 生平
前314年，燕王噲欲仿傚堯與舜禪讓帝位，將燕國王位禪讓給宰相子之，但燕國宗室不服，當時太子平與將軍市被攻打子之，雙方混戰數月，市被及太子平被殺，而齊宣王見有機可乘就趁機發動攻擊，攻破燕國，斬殺子之和燕王噲。但後來因燕人反叛以及各諸侯國的壓力，齊國被迫撤軍。燕人擁立太子平之弟公子職為燕王，是為燕昭王。

### 退守即墨
前286年，齊湣王田地發軍攻滅宋國，被其餘六國仇視。前285年，秦國蒙武率軍攻打齊國，攻佔了九座城市。
前284年，齊湣王內被人民所怨，外被秦國仇視其強大（因為當時齊國強大到令很多準備臣服秦國的國家轉態，臣服齊國），燕昭王趁機組織燕、趙、韓、魏、秦五國聯軍攻齊，以燕將樂毅為聯軍元帥，於濟西之戰大破齊軍，斬殺齊將韓聶，之後秦、韓、趙、魏四國軍隊相繼撤退。樂毅領燕軍攻佔齊都臨淄（今山東淄博東北），再於半年內接連攻下齊國七十餘城，齊國僅剩莒（今山東莒縣）和即墨（今山東平度市東南）兩座孤城未能攻克。
楚國將軍淖齒以援助的名義領軍至莒，齊湣王任他為齊相，但淖齒卻將齊湣王虐殺，乘機與燕瓜分齊，之後莒地的齊人殺死淖齒，並擁立太子田法章為齊王，是為齊襄王。即墨大夫出戰陣亡，田單率族人以鐵皮護車軸逃至即墨，被推舉為城守，即墨全城軍民由田單率領抵抗，雙方交戰五年。樂毅強攻不克，改採包圍策略。

### 反間連環
前279年，燕昭王逝世，燕惠王繼位，田單利用反間計放出謠言，導致燕惠王廢除樂毅的職務，改派騎劫代替樂毅為將領，樂毅被迫出奔趙國。
田單佯裝有神師來助齊，以振奮城中軍民人心，果然激發人心。其後田單又用激將法，詐稱齊人怕被劓刑，結果騎劫把齊人俘虜、降者處以劓刑，不知已經激怒了齊人之心。田單又稱齊人怕先人的墳墓被掘出來並火燒屍體，若這樣做齊人必定投降，結果騎劫再度中計，在城外掘坟焚屍，結果更加激發人心，齊兵的怒氣更盛。
其後田單佯裝城中軍力虛弱快要投降的樣子出來，並送金、降表出城，要求破城不要擄掠，騎劫第三次中計，使燕軍十分輕敵，騎劫囂張到自稱比樂毅更厲害。

### 火牛陣破軍
此時田單趁機收集牛隻，聚得千餘隻，畫上五花彩紋、披上土黃色綢緞、牛角紮了刀牛尾綁了用油浸過的葦草。田單鑿開城牆十餘口，於夜間布置好，準備了五千士兵，準備好了就放牛出城並且點火在牠們的尾，牛隻疼痛不已，猛力向前衝，突襲燕營，齊壯士五千隨後衝殺。燕軍將士見此，以為神兵天降，田單又聚集婦孺齊敲銅器戰鼓，聲音震天動地，嚇得燕軍將士潰不成軍，騎劫亦死於亂軍之中，田單率兵乘勝追擊，收復了齊國七十餘座城，打敗了燕軍，燕軍一直潰逃到河上。
田單收兵迎接莒地擁立的齊襄王入都臨淄，因功被封任為相國，為安平君，又益封夜邑（今山東掖縣）萬戶，死後葬於安平城內。

## 逸事
某次田单要进攻狄城，行前去拜见鲁仲连，鲁仲连说：“将军进攻狄城是攻不下的。”田单说：“我曾以区区即墨五里之城，七里之郭，带领残兵败将，打败了万乘的燕国，收复了失地，为什么进攻狄城就會攻不下呢？”说罢，他登车没有告辞就走了，之后他带兵进攻狄城，一连三月，却没有攻下，齐国的小孩唱着一首童谣说：“高高的官帽像簸箕，长长的宝剑托腮齐，攻打狄城不能下，梧丘筑城空伤悲。”
田单听了很害怕，便去问鲁仲连：“先生说我攻不下狄城，请听听您讲的道理吧。”鲁仲连说：“将军从前在即墨时，坐下去就编织草袋，站起来就舞动铁锹，身先士卒，您号召说：‘勇敢地杀上战场，神圣的祖国将要灭亡，我们个个就会走进坟场，只有一条路，勇敢地杀上战场。’在那时，将军有决死之心，士卒无生还之意，听了您的号召，没有一个不挥泪振臂，奋勇求战。这就是当初您打败燕国的原因。但现在将军东可收纳夜邑封地的租税，西可在淄水之上尽情地欢乐，金光闪闪的宝剑横挎在腰间，驰骋在淄水、渑水之间，有贪生的欢乐，而没有战死的决心。这就是您攻不下狄城的原因。”田单说：“我有决死之心，先生您就看着吧！”
第二天，他激励士气並巡视城防，选择敌人的石头箭弩攻击范围之内的地方擂鼓助威，狄城终于被攻下了。
此外，田单攻聊城一度不下時亦曾獲得鲁仲连的幫助。

## 相關
- 即墨之戰
- 毋忘在莒
- 田單號巡防艦

## 延伸阅读
[在维基数据编辑]
 《史記/卷082》，出自司馬遷《史記》